# Paul Kennedy

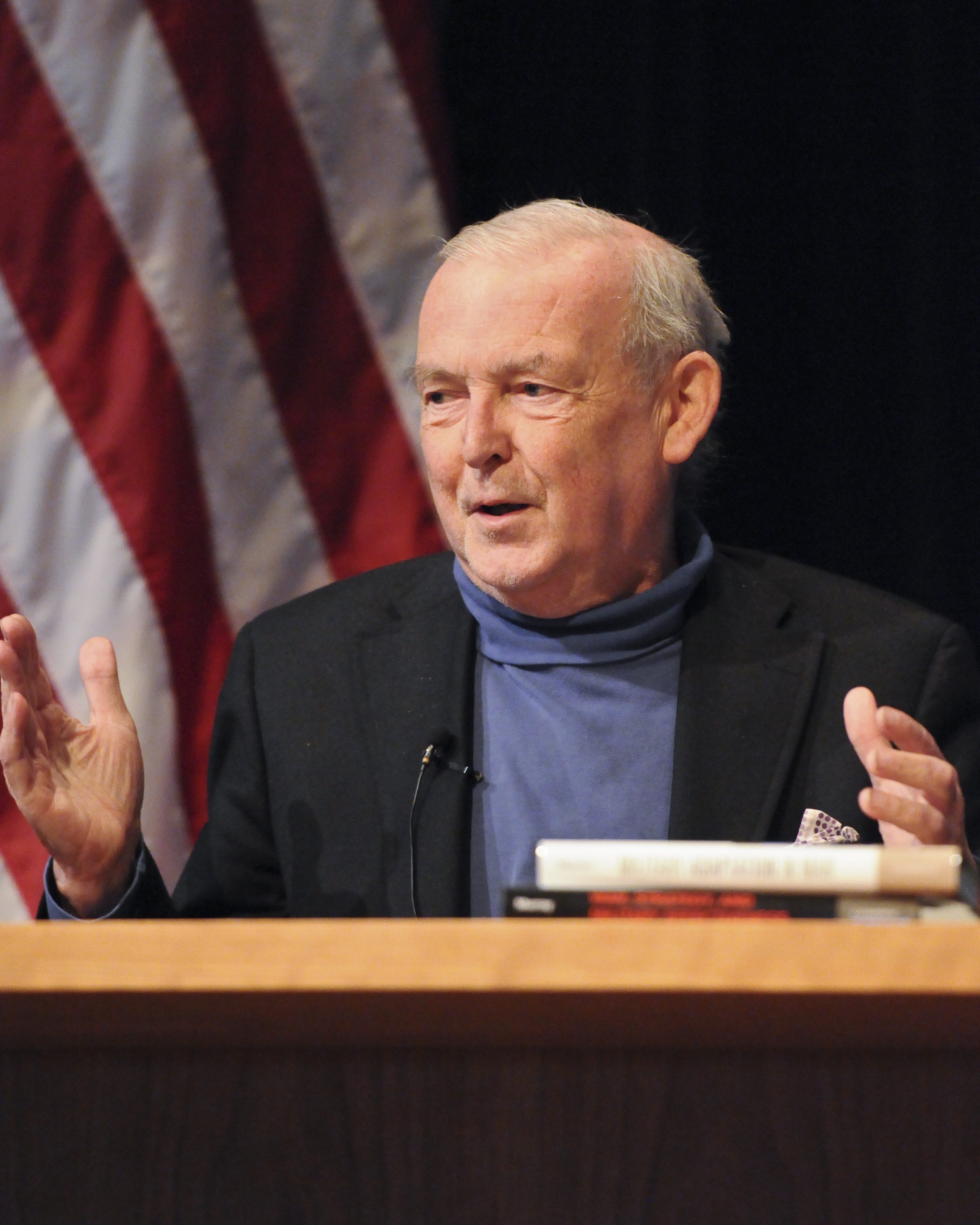
Paul Kennedy, 2012

Paul Michael Kennedy CBE FBA (* 17. Juni 1945 in Wallsend, Northumberland) ist ein britischer Historiker, Politikwissenschaftler sowie Experte für Militärstrategien, Diplomatie und internationale Beziehungen. Im Fokus seiner Arbeit steht das Zusammenspiel zwischen Wirtschaft und Außenpolitik bei Großmächten.

## Leben
Nach dem Erwerb eines Bachelor in Geschichte an der Universität Newcastle promovierte Kennedy im Jahr 1970 in Philosophie an der University of Oxford zum Ph.D. Anschließend arbeitete er an den Universitäten von East Anglia, der London School of Economics and Political Science und Bonn. Begonnen hatte Kennedy als Diplomatiehistoriker. In dieser Zeit entstanden Studien, etwa über die englisch-deutschen Antagonismen von 1860 bis zum Ersten Weltkrieg sowie über die britische Außenpolitik seit 1865.
Seit 1983 ist er J. Richardson Dilworth Professor für Geschichte an der Universität Yale, an der er das Amt des Direktors der International Security Studies innehat. Er ist ehemaliger Fellow des Institute for Advanced Studies in Princeton sowie der Alexander von Humboldt-Stiftung in Bonn.
Nach seinem Umzug in die Vereinigten Staaten schrieb er dort für etliche namhafte Zeitungen, darunter die New York Times sowie die Los Angeles Times. Weiterhin ist er international in vielen Zeitungen und Magazinen als Gastautor aktiv. In der Los Angeles Times schreibt er eine monatliche Kolumne über aktuelle global-politische Ereignisse.
Er veröffentlichte bislang 14 Bücher. Sein erfolgreichstes, The Rise and Fall of the Great Powers (dt.:  Aufstieg und Fall der großen Mächte), wurde in mehr als 20 Fremdsprachen übersetzt und entfachte in seinem Erscheinungsjahr 1988 eine große öffentliche Debatte unter Gelehrten in den Vereinigten Staaten. In diesem Buch legte er dar, dass eine imperiale Überdehnung (imperial overstretch) eine Großmacht zum Niedergang führt.
In deutscher Sprache erschien zuletzt sein Buch Parlament der Menschheit. Die Vereinten Nationen und der Weg zur Weltregierung. Er ist historischer Berater für diverse TV-Dokumentation wie beispielsweise der BBC für deren Produktion Sea Power.
Kennedy, der dem US-amerikanischen Feldzug im Irak sehr kritisch gegenübersteht, beriet im Jahr 2000 den demokratischen Präsidentschaftskandidaten Al Gore im Wahlkampf. Bereits Bill Clinton konsultierte ihn als Berater in internationalen und sicherheitspolitischen Fragen. Ebenfalls im Jahr 2000 wurde er zum Commander of the British Empire (CBE) ernannt und zwei Jahre später zudem Fellow of the British Academy.
Er war mitverantwortlich für zwei große Papiere, die sich mit zeitgemäßen, strategischen Fragestellungen befassen: The Pivotal States: A New Framework for U.S. Policy in the Developing World und From War to Peace: Altered Strategic Landscapes in the Twentieth Century.
Im von der Yale-Universität veröffentlichten Sammelband The Age of Terror, der sich mit den Anschlägen vom 11. September beschäftigt, schrieb er ebenfalls ein Kapitel.
Schon in The Rise and Fall of the Great Powers von 1987 warnte er vor dem durch den Kalten Krieg hervorgerufenen teuren Rüstungswettlauf, der einen Zerfall der beiden damaligen Weltmächte zur Folge haben könne.
Kennedy lebt mit seiner Frau in New Haven (Connecticut).

## Mitgliedschaften
- Ehrenmitglied der Royal Historical Society
- American Academy of Arts and Sciences (1989)
- American Philosophical Society (1991)[3]

## Schriften

### Als Autor
- Pacific onslaught. 7th December 1941 – 7th February 1943 (The Pan Ballantine illustrated history of World War II.). Pan Ballantine, London 1972.
  - Der Kampf im Pazifik. Moewig, München 1981, ISBN 3-8118-4311-7.
- The rise and fall of British naval mastery (Classical History). Penguin Books, London 2001, ISBN 0-14-139047-6 (EA London 1976).
  - Aufstieg und Verfall der britischen Seemacht. Übersetzt von Hans und Hanne Meckel. Hg.: Deutsches Marine InstitutMittler, Herford/Bonn 1978, ISBN 3-8132-0013-2.
- The Rise of the Anglo-German Antagonism. 1860-1914. 3. Aufl. Ashfield Press, London 1990, ISBN 0-948660-06-6 (EA London 1980).
- Strategy and Diplomacy 1870-1945. Eight Studies. Allen & Unwin, London 1983, ISBN 0-04-902007-2.
- The rise and fall of the great powers. Economic change and military conflict from 1500–2000. Random House, New York 1987, ISBN 0-394-54674-1.
  - Aufstieg und Fall der großen Mächte. Ökonomischer Wandel und militärischer Konflikt von 1500 bis 2000. Ökonomischer Wandel und militärischer Konflikt von 1500 bis 2000. Übersetzt von Catharina Jurisch. Historische Beratung Karin Schambach.  S. Fischer, Frankfurt 1987, ISBN 3-10-039307-4; wieder: Fischer-Taschenbuch-Verlag, Frankfurt 1994, ISBN 3-596-10937-X.
- Preparing for the twenty-first century. Fontana, London 1994, ISBN 0-00-686298-5.
  - In Vorbereitung auf das 21. Jahrhundert. S. Fischer, Frankfurt 1993, ISBN 3-10-039324-4; (eine weitere Ausgabe)
- The parliament of man. The Past, Present and Future of the United Nations. Random House, New York 2006 ISBN 0-375-50165-7.
  - Parlament der Menschheit. Die Vereinten Nationen und der Weg zur Weltregierung. Beck, München 2007, ISBN 978-3-406-56328-7; wieder: Bundeszentrale für politische Bildung BpB, Bonn 2008
- Engineers of Victory: The Problem Solvers Who Turned the Tide in the Second World War (2013) ISBN 978-1-4000-6761-9
  - Die Casablanca-Strategie. Wie die Alliierten den Zweiten Weltkrieg gewannen ; Januar 1943 bis Juni 1944. C.H. Beck, München 2012, ISBN 978-3-406-63985-2.

### Als Herausgeber
- Mit Emily Hill und Robert Chase: The Pivotal States. A New Framework for U.S. Policy in the Developing World. W. W. Norton, New York 1999, ISBN 0-393-04675-3.
- Mit William Hitchcock: From War to Peace. Altered Strategic Landscapes in the Twentieth Century. Yale University Press, New Haven 2000, ISBN 0-300-08010-7
- Mit Rob Manwaring: Why the Left loses. The Decline of the Centre-Left in Comparative Perspective, Polly Press, Bristol 2018, ISBN 978-1-4473-3269-5.